# Hasret Gültekin

Hasret Gültekins Bild auf seinem Grabmal im Heimatort

Hasret Gültekin (* 1. Mai 1971 in Han bei İmranlı, Provinz Sivas; † 2. Juli 1993 in Sivas) war ein alevitischer Musiker und Saz-Spieler.

## Leben
Am 1. Mai 1971 wurde Hasret Gültekin als drittes Kind der Eheleute Süleyman und Haci Gültekin, im Dorf Han, bei İmranlı, in der Provinz Sivas, in der Türkei geboren. Im Alter von sechs Jahren begeisterte er sich für das traditionelle Saiteninstrument Saz, das zum Inventar der anatolischen Volksmusik gehört, ebenso wie Bağlama, Şelpe und Cura. Mit sechs Jahren beherrschte er die Technik der Bağlama und näherte sich seinen Vorbildern Arif Sağ, Muhlis Akarsu, Yavuz Top und Musa Eroğlu.
Mit elf Jahren lernte er die Bühne kennen. Das anatolische Gymnasium (Anadolu Lisesi) in Istanbul verließ er in der zweiten Klasse, um traditioneller Musiker zu werden.
Als 16-Jähriger veröffentlichte Gültekin sein Debütalbum Gün Olaydı (Wäre es doch Tag), das er in Eigenregie produzierte. Im selben Jahr gab er auch sein erstes Solokonzert im Moda Sinema bei Kadıköy in Istanbul.
Er reiste von Anatolien bis nach Spanien, um bei Volkskünstlern seine Vorliebe für anfängliche Volksmusik zu erforschen, wobei er sich sowohl von der spanischen Musik, Flamenco als auch von der griechischen Musik Rembetiko inspirieren ließ. Einer seiner Mentoren und Lehrer dieser Zeit war der bekannte Usta (Meister) Talıp Özkan.
Bis 1987 war Gültekin musikalischer Leiter von zahlreichen Produktionen. Dabei begleitete er diverse Sänger und Sängerinnen sowie Musiker und Musikerinnen auf Bağlama, Saz, Şelpe und Cura. Cura ist eine besondere Art von Bağlama. Şelpe und Baglama beherrschen nur sehr wenige professionelle Usta.
1989 folgte seine weitere Produktion Gece İle Gündüz Arasında (Zwischen Tag und Nacht), die er mit dem bekannten Arrangeur Oğuz Abadan und dem Symphonieorchester Istanbul aufnahm.
Im Oktober 1989 folgte er der Einladung des niederländischen Kulturreferat zum „Festival Junge Türken“ und repräsentierte gemeinsam mit Birsel Acar die Türkei. 1990 wurde er erneut zur „Türkischen Woche“ in die Niederlande eingeladen.
1990 kam das Debütalbum Newroz – Kürtçe Ezgiler (Newroz – kurdische Melodien) heraus, sein erstes Album mit ausschließlich kurdischen Volksliedern, die er aus politischen Gründen nur in instrumentaler Version in der Türkei herausbrachte. Hier zeigt er, wie man auf einer Saz mit 3 Saiten die Technik der Şelpe verwendet. Zu dieser Zeit verbot die türkische Regierung die kurdische Kultur und Sprache strengstens. Im selben Jahr produzierte Gültekin in Köln sein Album Jiyan (Das Leben), um seine Werke auch in seiner Muttersprache Kurdisch vervollständigen zu können.
1991 arrangierte Hasret Gültekin als Produzent des Albums Kirivo des kurdischen Volkssängers Şivan Perwer und half damit maßgeblich, den stillen Protest der Kurden zu unterstützen. Weitere Produktionen waren die von Nilüfer Akbal und Riza Akkoç gesungenen Alben Newroz 1 und Newroz 2. Im selben Jahr veröffentlichte er Rüzgarın Kanatlarında (Auf den Flügeln des Windes), eine weitere Soloproduktion. Gültekin hat in diesem Album eigene Gedichte sowie Gedichte von Pir Sultan Abdal, Nâzım Hikmet, Ahmet Arif und anderen Dichtern komponiert und interpretiert.
1992 nahm Hasret Gültekin an zahlreichen nichtkommerziellen Konzerten und Kulturveranstaltungen in der Türkei sowie in Europa teil, wobei er die Repräsentation der türkischen Volksmusik fokussierte.
1992 und 1993 bereitete er drei eigene Produktionen vor: eine mit instrumentaler und authentischer Volksmusik sowie verschiedenen Instrumenten und moderner Interpretation, eine Serie von Alben mit authentischer Volksmusik aus verschiedenen Regionen Anatoliens und eine Produktion von alten, mündlich überlieferten alevitischen Liedern.
Im April 1993 veranstaltete er unter dem Slogan Egenin Iki Yakası (Die zwei Ufer der Ägäis), welche für Griechenland und die Türkei stehen, in mehreren türkischen Städten, u. a. Istanbul, Izmir und Ankara, Konzerte mit der griechischen Gruppe „Prosechos“ aus Frankfurt.
Am 2. Juli 1993 nahm Hasret Gültekin am 4. Pir-Sultan-Abdal-Festival in Sivas teil. Im Hotel Madimak wurde er mit 34 anderen Künstlern, Schriftstellern und jungen Aleviten Opfer eines Brandanschlages islamischer Fundamentalisten. Eine vielköpfige Menge versammelte sich vor dem Hotel und verhinderte den Zugang für Hilfeleistungen. Im Alter von 22 Jahren starb er bei diesem Attentat.
Im April 1994 wurde sowohl in Istanbul als auch in Köln das Hasret-Gültekin-Kulturzentrum gegründet, das das Erbe und die Weltsicht des verstorbenen Musikers weiterführen will. In der Türkei sind Grundstein und Fundament für eine Musikbibliothek gelegt worden, die audio-didaktisch geführt wird und auch schriftlich die anatolischen Reichtümer an Volksmusik, Liedern, Gedichten und Biographien katalogisiert und archiviert. Zwei weitere Alben wurden posthum im April 1994 durch das Hasret-Gültekin-Kulturzentrum veröffentlicht.

## Diskografie

### Alben
- Celal Oglan; 1985
- Gün Olaydı (Wäre es Tag); 1987
- Gece İle Gündüz arasında (Zwischen Nacht und Tag); 1989, Saltuk Plak Produktion
- Hayat (Leben); 1989
- Rüzgarın Kanatlarında (Auf den Schwingen des Windes); 1991, Nepa Müzik Yapım Produktion
- Egenin Iki Yakasi (Die zwei Ufer der Ägäis); 1994, Duygu Müzik Produktion
- Seçmeler (Ausgewählte (Werke)); 1994, Kalan Müzik Produktion

### Kollaborationen
- Newroz – Kürtçe ezgiler (Newroz – Kurdische Lieder) (1990)
- Newroz 2; mit Sänger wie Nilüfer Akbal, Rıza Akkoç
- Newroz 3; 1993, mit Sängern wie Deniz Selman, Musa Anter, Fırat Başkale, Nilüfer Akbal, Metin Kahraman, Gülbahar und Gani Nar
- Türküler Yalan Söylemez (Lieder lügen nicht); mit Sängern wie Talip Şahin, Arif Sağ, Emekçi, Emre Saltik, Mehmet Koç
- Bitmeyen Türküler – Dostlar Muhabbeti (Nicht endende Lieder – Gespräch unter Freunden)
- İhsan Güneş – Karayılan (1992) [Bağlama – Cura – Zurna]

### Singles (Auswahl)
- Gül'e Yel Değdi
- Derman Sendedir
- Çeke Çeke
- Böyle Olur Mu
- Bir İnsan Ömrünü
- Gönül Çalamazsın
- Eklemedir Koca Kavak
- Şu Kanlı Zalim